# ALFALINK
ALFALINK (アルファリンク) は、日本GLPが開発・運営する日本最大級の超大型物流施設プロジェクトである。物流プロバイダー大手の日本GLPが「ALFALINK」ブランドシリーズで開発する先進的物流施設。
2025年現在は、「GLP ALFALINK相模原」「GLP ALFALINK流山」「GLP ALFALINK茨木」「GLP ALFALINK尼崎」「GLP ALFALINK東京昭島」のプロジェクトがある。

## 概要
「ALFALINK」は、日本GLPの大規模面開発を通して新たな価値を提供する「創造連鎖する物流プラットフォーム」をコンセプトとした新ブランド。
ブランドのコンセプト、ネーミング、ロゴデザインおよび建築・空間デザインディレクションはクリエイティブディレクター佐藤可士和氏によるもの。
「ALFALINK」プロジェクト一覧
| プロジェクト       | 物件名称             | 棟数 | 所在             | 総延床面積 | 概要                   |
| ------------------ | -------------------- | ---- | ---------------- | ---------- | ---------------------- |
| 第一号プロジェクト | GLP ALFALINK相模原   | 5棟  | 神奈川県相模原市 | 約65万㎡   | 総開発費用約1400億円   |
| 第二号プロジェクト | GLP ALFALINK流山     | 8棟  | 千葉県流山市     | 約90万㎡   | 延床面積が世界最大規模 |
| 第三号プロジェクト | GLP ALFALINK茨木     | 3棟  | 大阪府茨木市     | 約32万㎡   | 延床面積が関西最大級   |
| 第四号プロジェクト | GLP ALFALINK尼崎     | 2棟  | 兵庫県尼崎市     | 約37万㎡   | 延床面積が関西最大級   |
| 第五号プロジェクト | GLP ALFALINK東京昭島 | 4棟  | 東京都昭島市     | 約52万㎡   | 延床面積が日本最大級   |

## コンセプト
「ALFALINK」では、従来の物流施設での効率化・最適化を超えた、今までにない価値や事業を創造していく拠点となる施設づくりを目指している。「Open Hub」、「Integrated Chain」、「Shared Solution」をキーワードとしている。
コンセプトを体現する施設として、GLP ALFALINK相模原においては、敷地中央のエリアには直径約90mの、環状にデザインされた共用施設「リング」を設けている。レストラン、コンビニ、カンファレンスルーム、託児所、ジムを備え、施設で働く方々に快適な環境を提供する。「リング」ではペデストリアンデッキで全棟をつなぐことにより、歩行者と車両を分離し快適で安全な移動を可能にするとともに、人々の交流、ビジネスの創出を促す。
「GLP ALFALINK相模原」では地域との共生を図るため、緑地エリアなど施設を地域の人々にも開放するとともに、災害時の避難先、災害物資の配送拠点としての活用を計画している。

## レイアウト
共用部には、カフェテリアやラウンジ、女性が働きやすくなるパウダールーム・トイレや託児所、敷地内の移動を支援するレンタルサイクル、最寄り駅へのVIP送迎や各地への移動に便利なカーシェアリング、車通勤にも十分対応できる大型駐車場を備え、最寄駅からは専用直通バスなど施設によって備える。その他、宅配ロッカー、コインランドリー、コインシャワー、リング（共用施設棟）、貸会議室 ・コンビニ ・オープンカフェテリア ・レストラン、カフェテリア、展望デッキ、メインエントランス、センターストリート、立体駐車場、ランニングコース、ウェルネスエリア、ALCOキッチン、ワーキングスペース、託児所、イベントスペース＆シェアキッチンなどを施設によって整備している。

## ESG
地域との共生に向けた取り組みの一環として、カフェテリアなど自社施設の一部開放、自治体との災害協定の締結、および高校生のインターンシップ受け入れをはじめとする活動にも積極的に取り組む。こうした活動は地域社会および環境に配慮し、持続可能な社会への貢献を図るもので、ESGの視点も踏まえた日本GLPの企業活動を体現。

## BCP
地方自治体と災害協定を締結。災害時には近隣住民の方々の避難場所として施設を開放し、地域の防災拠点としての役割を果たす。地震や水害などの災害対策として、建物構造は免震構造を採用。免震構造を日本で初めてランプウェイへ実装。設備面では最大72時間連続利用可能な非常用電源、断水時にも利用可能な地下水供給設備、ソフト面では24時間365日常駐の警備員が入館対応から急な自然災害時まで迅速に対応。

## ロゴコンセプト
陸を表すライトグリーンと、海、空を表すライトブルーをモチーフに、陸・海・空をシームレスにつなぎ、物流に未来の「＋α」を生み出していくALFALINKのコンセプト＝「創造連鎖」を表現。
シンボルマークのラインは、ALFALINKを起点に、ひとときも止まることなく生まれ、広がりつづける、新たなもの×人×情報×価値の流れを表現。

## 施設概要
GLP ALFALINK相模原
- 所在地：
- 相模原Ⅰ：神奈川県相模原市中央区田名字赤坂3700-1
- 相模原Ⅱ：神奈川県相模原市中央区田名字白雨台3532-13
- 相模原Ⅲ：神奈川県相模原市中央区田名字白雨台3532-15
- 相模原Ⅳ：神奈川県相模原市中央区田中字白雨台3532-10
- 総敷地面積：約295,000㎡（約89,000坪）
- 総延床面積：約674,000㎡（約204,000坪）（東京ドーム約14個分に相当）
- 構造：PCaPC工法（一部S造）／免震構造
- 交通：JR横浜線・JR相模原線・京王線「橋本」駅からバス、JR相模線「上溝」駅からバス、JR横浜線「相模原」駅からバス、JR横浜線「淵野辺」駅からバス

GLP ALFALINK流山
- 所在地:
- 流山1：千葉県流山市南319番地（現GLP流山Ⅲ）
- 流山2：千葉県流山市南319番地（現GLP流山Ⅰ）
- 流山3：千葉県流⼭市南261番地（現GLP流山Ⅱ）
- 流山4～8：住居表示未定
- 総敷地面積：約420,000㎡（約120,000坪）
- 総延床面積：約900,000㎡（約270,000坪）
- 構造：PCaPC工法（一部S造）／免震構造 ※流山4のみRCS造／免震構造
- 交通：東武野田線「初石」駅から約1.8km

GLP ALFALINK茨木
- 流山Ⅰ：大阪府茨木市南目垣・野々宮区画整理事業地内
- 流山Ⅱ：大阪府茨木市南目垣・野々宮区画整理事業地内
- 流山Ⅲ：大阪府茨木市南目垣・野々宮区画整理事業地内
- 総敷地面積：約135,000㎡（約41,000坪）
- 総延床面積：約320,000㎡（約96,000坪）（甲子園球場の約8個分）
- 構造：免震構造・耐震構造
- 交通：阪急京都線「茨木市」駅から約3.2km、JR京都「茨木」駅から約4.2km、大阪モノレール「沢良宜」駅から約3.0km、大阪モノレール「摂津」駅から約4.0km

GLP ALFALINK尼崎
- 詳細はGLP ALFALINK尼崎#施設概要を参照。